# Steven Isserlis

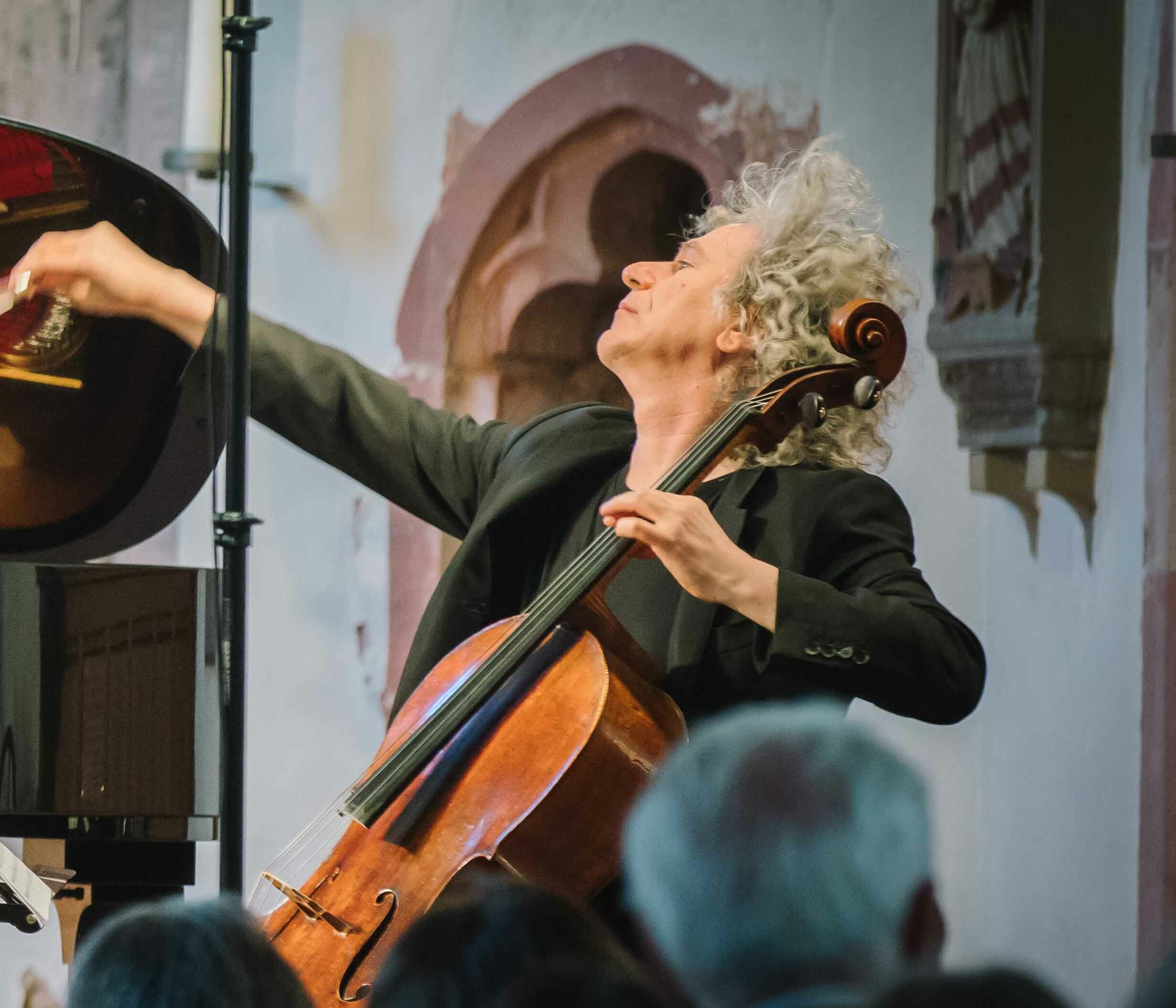
Steven Isserlis

Steven Isserlis CBE (* 19. Dezember 1958, London) ist ein britischer Cellist und Autor. Sein Großvater ist der russische Komponist Julius Isserlis. Nach eigenen Angaben lässt sich sein Familienstammbaum auf Felix Mendelssohn, Karl Marx und Helena Rubinstein zurückverfolgen. 1998 wurde er für sein Wirken als Commander des Order of the British Empire (CBE) ausgezeichnet.

## Leben
Steven Isserlis begann sein Studium zwischen 1969 und 1976 bei Jane Cowan am International Cello Centre. Während seines Studiums kam er mit schriftlichen Werken wie Goethes Faust in Berührung, um so die Musik der jeweiligen Epoche (in diesem Fall Beethoven) besser zu verstehen und ausdrücken zu können.
Zwischen 1976 und 1978 studierte Isserlis Violoncello am Oberlin Conservatory of Music in Oberlin bei Richard Kapuscinski. Während seines Studiums debütierte er 1977 in London. 
Seine Frau Pauline Mara, ebenfalls Musikerin (Flötistin), starb im Juni 2010 an Brustkrebs. Sein Sohn Gabriel Mara Isserlis (* 1990) studiert am Rochester Institute of Technology Film und Animation.

## Wirken
Steven Isserlis ist bereits mit vielen unterschiedlichen Orchestern aufgetreten, darunter dem London Symphony Orchestra, den Berliner Philharmonikern, dem Philadelphia Orchestra, dem Los Angeles Philharmonic Orchestra und dem London Philharmonic Orchestra, unter Zusammenarbeit mit Dirigenten wie John Eliot Gardiner, Alan Gilbert, Michael Tilson Thomas, Christoph Eschenbach, Roger Norrington, Vladimir Ashkenazy und Colin Davis. In der Spielzeit 2018/2019 wirkt er auch als Artist in Residence an der Kammerakademie Potsdam.
Daneben ist Isserlis auch als Kammermusiker aktiv. 1991 gründete er mit dem Violinisten Joshua Bell und dem Pianisten Olli Mustonen ein Trio. Daneben spielt er viele Konzerte mit bekannten Musikern wie Melvin Tan, Stephen Kovacevich, Tabea Zimmermann, Pamela Frank, Stephen Hough und Connie Shih.
Isserlis stand lange Zeit bei Virgin Records und nach deren Übernahme durch EMI unter Vertrag, wechselte jedoch zu BMG Classics, um dort zeitgenössische Werke für Violoncello zu veröffentlichen.
Isserlis spielt derzeit hauptsächlich das als Marquis de Corberon bekannte Stradivari-Cello aus dem Jahr 1726, das zuvor von Zara Nelsova gespielt wurde. Daneben spielte er im Laufe seiner Karriere bereits mehrere unterschiedliche Celli, darunter das De Munck aus dem Jahr 1730 von Stradivari, sowie ein Montagnana-Cello von 1740 und ein Guadagnini von 1745.
Außergewöhnlich sind seine Auftritte bzw. Tonaufnahmen mit einem Trench Cello (Graben-Cello), einem zerlegbaren Instrument, das von einem früheren Besitzer im Ersten Weltkrieg in den Schützengräben bei Ypern gespielt worden war. Im Gegensatz zu anderen Instrumenten, die direkt an der Front gebaut worden waren, handelt es sich bei diesem Instrument ursprünglich um ein Reisecello aus Friedenszeiten, bei dem der Korpus gleichzeitig als Transportbehälter für die demontierten Teile des Instruments und den Bogen diente.
Für seine zahlreichen Aufnahmen (u. a. Elgars Cellokonzerte, Brittens Sinfonie für Violoncello, Blochs Schelomo und Tschaikowskis Rokoko-Variationen) gewann Isserlis bereits einen Gramophone Award (für eine Aufnahme des von John Tavener für ihn komponierten Stückes The Protecting Veil). 1992 gewann er den Piatigorsky-Preis und wurde von der Royal Philharmonic Society als Musiker des Jahres ausgezeichnet. Im Jahr 2000 gewann er den Robert-Schumann-Preis und 2008 wurde er mit dem Kritikerpreis des Classical BRIT Awards ausgezeichnet.
Neben dem Cellospiel widmet sich Isserlis auch dem Schreiben. Er ist Autor mehrerer Kinderbücher, die alle einen inhaltlichen Bezug zu klassischer Musik haben.

## Werkliste
- Warum Händel mit Hofklatsch hausierte. Und viele andere Geschichten über das Leben berühmter Komponisten, aus dem Englischen von Kathrin Balmer-Fisch, Rüffer & Rub, Zürich 2007, ISBN 978-3-907625-36-1.
- Warum Beethoven mit Gulasch um sich warf. Und viele andere Geschichten über das Leben berühmter Komponisten, aus dem Englischen von Kathrin Balmer-Fisch, Rüffer & Rub, Zürich 2005, ISBN 978-3-907625-26-2.